# بي. إس. بوتير
بي. إس. بوتير (بالإنجليزية: B. S. Potter) هو شخصية أعمال وسياسي أمريكي، ولد في 3 فبراير 1836، وتوفي في 23 سبتمبر 1908. حزبياً، نشط في الحزب الديمقراطي. وقد انتخب عضو جمعية ولاية ويسكونسن.